# Ливанов, Борис Николаевич
Бори́с Никола́евич Лива́нов (25 апреля (8 мая) 1904, Москва — 22 сентября 1972, там же) — советский актёр, театральный режиссёр. Народный артист СССР (1948), лауреат пяти Сталинских (1941, 1942, 1947, 1949, 1950) и Государственной премии СССР (1970). Отец Василия Ливанова.

## Биография
Родился 25 апреля (8 мая) 1904 в Москве в актёрской семье. Отец Николай Александрович Ливанов (сценический псевдоним Извольский) был крестьянином родом из Симбирска, происходил из волжских казаков; в 18 лет стал актёром, объездил всю страну, а в 1905 году перебрался в Москву. Мать — Надежда Сергеевна Шутинская-Ливанова (1882—1969).
В 16 лет Борис сбежал из дома и вступил в Красную армию. Год сражался с басмачами под командованием Александра Стриженова — отца Олега и Глеба Стриженовых. В конце концов вскрылось, что он прибавил себе лет, чтобы вступить в армию, после чего он был уволен и вынужден был вернуться домой.
В 1922—1924 годах обучался в 4-й Студии МХАТ у Николая Демидова. С 1924 года служил во МХАТе. Творческую манеру артиста отличали мощный темперамент, уверенная лепка образов, яркая театральность. Всегда сам делал себе грим.
Первые же работы — князь Шаховской и Андрей Шуйский в «Царе Фёдоре Иоанновиче» Алексея Толстого, Бондезен в спектакле «У врат царства» по Кнуту Гамсуну, Аполлос в «Унтиловске» Леонида Леонова — выдвинули его в число ярких представителей молодого, послеоктябрьского поколения артистов МХАТа.
В дальнейшем играл роли, пронизанные мажорным, праздничным ощущением действительности (Кимбаев в «Страхе» Александра Афиногенова и Швандя в «Любовь Яровая» Константина Тренёва) и роли открытого сатирического звучания, выполненные с редким богатством и сочностью красок, с захватывающим комедийным темпераментом (кавалер Риппафрата в «Хозяйке гостиницы» и Ноздрёва в «Мёртвых душах»). Он создавал образы, отмеченные лиризмом (Чацкий в «Горе от ума»), и роли, сочетающие в себе романтику и широту чувства с подробной бытовой достоверностью (Кудряш в «Грозе» и Рыбаков в «Кремлёвских курантах»).
В роли Солёного («Три сестры») пародийная острота внешнего рисунка парадоксально сочеталась у актёра с затаённым и глубоким лиризмом. Всё его последующее творчество было пронизано стремлением к философскому осмыслению действительности, к созданию крупных противоречивых характеров, возникающих на сломе двух эпох (таких как Забелин в «Кремлёвских курантах», Егор Булычов в «Егор Булычов и другие»), либо образов людей, трагически осознающих невозможность обретения нравственного идеала — таких как Дмитрий Карамазов в «Братьях Карамазовых».
С этими творческими исканиями связаны и его режиссёрские работы 1950—1960-х годов: «Егор Булычов и другие» и «Чайка».
С 1924 года снимался в кино. Среди его лучших работ были героико-романтические роли Дубровского («Дубровский», 1936), Пожарского («Минин и Пожарский», 1939), Руднева («Крейсер Варяг», 1946), Генерала («Поэма о море», 1958) и блестящая сатирическая роль Потёмкина («Адмирал Ушаков», 1953). Большой вклад в воплощение на экране образа коммуниста он внёс исполнением ролей Бочарова («Депутат Балтики», 1937) и комиссара Вихрова («Балтийцы», 1938).
Когда по радио объявили о начале Великой Отечественной войны, Ливанов позвонил театральному руководству и сообщил, что уходит добровольцем на фронт. В ответ ему сказали, что по распоряжению И. В. Сталина члены МХАТа, Большого и Малого театров не подлежат мобилизации. Семья Ливанова была эвакуирована, однако сам он оставался в городе на протяжении всей Битвы за Москву и каждый день ездил с концертами по частям, державшим оборону. Затем труппа театра была эвакуирована в Саратов.
Многие отмечали остроумие Ливанова. На банкете первых лауреатов Сталинской премии Сталин целый час беседовал с ним. Затем подвёл к столу, поднял тост и спросил: «Борис Николаевич, почему вы, такой мыслящий артист, — и не в Партии?». На что Ливанов, не задумываясь, ответил: «Товарищ Сталин, я очень люблю свои недостатки». Сталин расхохотался в голос. Ливанов же так и оставался беспартийным до конца дней.
По словам Василия Ливанова, его отец обожал рисовать и оставил после себя тысячи рисунков. Особенно любил шаржированные портреты на актёров, родственников и всех, кто его окружал. Он настолько преуспел в этом, что знаменитые Кукрыниксы звали его в свой коллектив четвёртым, на что Ливанов шутя возражал: «Если я к вам присоединюсь, то как же мы будем называться? Кукрыниксыли?».
Тяжело переживал смену руководства и художественных принципов МХАТа после прихода Олега Ефремова: «Я никогда не мечтал работать в театре „Современник“, тем более в его филиале». Все последовавшие два года он просто не ходил в театр.

Могила Б. Н. Ливанова на Новодевичьем кладбище

Умер 22 сентября 1972 года в ЦКБ в окружении семьи. Похоронен на Новодевичьем кладбище (участок № 2).

## Семья
Жена — Евгения Казимировна Ливанова (в девичестве Правдзиц-Филипович) (1907—1978), художница, принадлежала к старинному польскому шляхетскому роду.
- Сын — Василий Борисович Ливанов (род. 1935), киноактёр, режиссёр кино и мультипликации, сценарист, писатель. Народный артист РСФСР (1988).
  - Внучка — Анастасия Васильевна Ливанова (род. 1963), окончила биофак МГУ, стала скульптором[8].
  - Внук — Борис Васильевич Ливанов (род. 1974), актёр, окончил ГИТИС, поэт и ведущий телепрограммы.
  - Внук — Николай Васильевич Ливанов (род. 1984), художник, мультипликатор, окончил ВГИК, актёр.
- Падчерица — Наталья Борисовна Ливанова.

## Роли в театре
- 1924 — «Царь Фёдор Иоаннович» А. К. Толстого — князь Шаховской, Андрей Шуйский
- 1925 — «Пугачёвщина» К. А. Тренёва — Павел Потёмкин
- 1925 — «На всякого мудреца довольно простоты» А. Н. Островского — Курчаев
- 1926 — «Николай I и декабристы» А. Р. Кугеля — Оболенский
- 1927 — «У врат царства» К. Гамсуна — Бондезен
- 1927 — «Дни Турбиных» М. А. Булгакова — Галаньба
- 1927 — «Сестры Жерар» В. З. Масса — Жак
- 1928 — «Унтиловск» Л. М. Леонова — Аполлос
- 1928 — «Квадратура круга» В. П. Катаева — Емельян Черноземный
- 1929 — «Блокада» Вс. В. Иванова — Лукьян
- 1930 — «Отелло» Шекспира — Кассио
- 1930 — «Три Толстяка» по Ю. К. Олеше — Генерал
- 1931 — «Страх» А. Н. Афиногенова — Кимбаев
- 1931 — «Безумный день, или Женитьба Фигаро» П. Бомарше — граф Альмавива
- 1932 — «Горячее сердце» А. Н. Островского — Наркис
- 1933 — «Хозяйка гостиницы» К. Гольдони — кавалер Риппафрата
- 1934 — «Мёртвые души» по Н. В. Гоголю — Ноздрёв
- 1934 — «Гроза» А. Н. Островского — Ваня Кудряш
- 1936 — «Любовь Яровая» К. А. Тренёва — матрос Швандя
- 1936 — «Мольер» М. А. Булгакова — Муаррон
- 1937 — «Дни Турбиных» М. А. Булгакова — гетман Скоропадский
- 1940 — «Горе от ума» А. С. Грибоедова — Александр Андреевич Чацкий
- 1940 — «Три сестры» А. П. Чехова — Василий Васильевич Солёный
- 1942 — «Кремлёвские куранты» Н. Ф. Погодина — матрос Александр Рыбаков
- 1942 — «Фронт» А. Е. Корнейчука — Гайдар
- 1947 — «Дядя Ваня» А. П. Чехова — Михаил Львович Астров
- 1948 — «Зелёная улица» А. А. Сурова — Максим Романович Рубцов
- 1949 — «Чужая тень» К. М. Симонова — Сергей Александрович Трубников
- 1953 — «Ломоносов» Вс. В. Иванова — М. В. Ломоносов
- 1956 — «Кремлёвские куранты» Н. Ф. Погодина — Антон Иванович Забелин
- 1960 — «Братья Карамазовы» по Ф. М. Достоевскому — Дмитрий Фёдорович Карамазов
- 1961 — «Хозяин» И. Соболева — Линьков
- 1963 — «Егор Булычов и другие» М. Горького — Егор Васильевич Булычов

## Режиссёрские работы
- 1953 — «Ломоносов» Вс. Иванова
- 1960 — «Братья Карамазовы» по Ф. Достоевскому
- 1961 — «Хозяин» И. Соболева
- 1963 — «Егор Булычов и другие» М. Горького
- 1965 — «Чти отца своего» В. Лаврентьева
- 1966 — «Тяжкое обвинение» Л. Шейнина
- 1967 — «Ночная исповедь» А. Арбузова
- 1968 — «Чайка» А. Чехова

## Фильмография

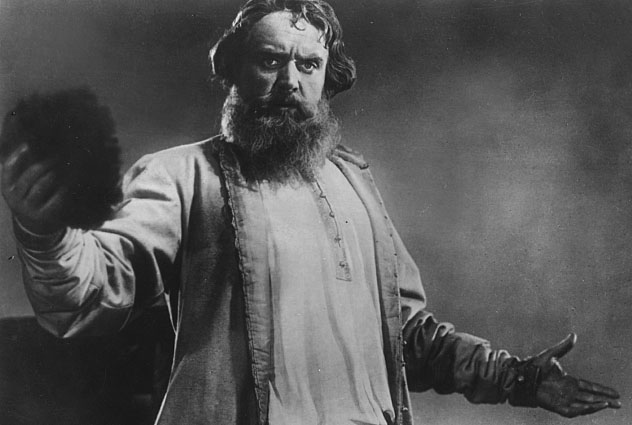
Борис Ливанов в фильме Минин и Пожарский (1939)

- 1924 — Морозко (короткометражный) — Морозко
- 1924 — Четыре и пять (Стальные журавли) — Дмитрий Гай
- 1926 — Карьера Спирьки Шпандыря — эпизод
- 1927 — Кастусь Калиновский — пан Сторжинский
- 1927 — Октябрь — министр М. И. Терещенко
- 1928 — Золотой клюв — майор Тучков
- 1933 — Анненковщина — атаман Анненков
- 1933 — Город под ударом — Карл Рунге
- 1933 — Дезертир (Теплоход «Пятилетка») — Карл Ренн
- 1934 — Частная жизнь Петра Виноградова — Пётр Виноградов
- 1934 — Четыре визита Самюэля Вульфа — Дик Арроусмит
- 1936 — Дубровский — Владимир Андреевич Дубровский
- 1936 — Депутат Балтики — Михаил Макарович Бочаров
- 1937 — Балтийцы — Вихорев
- 1939 — Минин и Пожарский — князь Д. М. Пожарский
- 1940 — Суворов — эпизод
- 1945 — Без вины виноватые — Григорий Львович Муров
- 1946 — Глинка — Николай I
- 1946 — Крейсер «Варяг» — капитан В. Ф. Руднев
- 1947 — Свет над Россией — Маяковский
- 1949 — Сталинградская битва — К. К. Рокоссовский
- 1949 — Падение Берлина — К. К. Рокоссовский
- 1953 — Адмирал Ушаков — князь Г. А. Потёмкин
- 1955 — Михайло Ломоносов — М. В. Ломоносов
- 1958 — Капитан первого ранга — капитан 1 ранга Николай Лезвин
- 1958 — Олеко Дундич — генерал К. К. Мамонтов
- 1958 — Поэма о море — Генерал Федорченко
- 1959 — Накануне — Николай Стахов
- 1959 — Театр зовёт (короткометражный)
- 1960 — Мёртвые души (фильм-спектакль) — Ноздрёв
- 1960 — Слепой музыкант — Максим Яценко
- 1965 — Гибель эскадры — адмирал Гранатов
- 1966 — А теперь суди… — Богутовский
- 1967 — Кремлёвские куранты (фильм-спектакль) — Антон Иванович Забелин
- 1968 — Степень риска — учёный-врач Михаил Седов
- 1969 — Егор Булычов и другие (фильм-спектакль) — Егор Булычов
- 1970 — Кремлёвские куранты — Антон Иванович Забелин

Озвучивание
- 1944 — Синдбад-мореход (анимационный) — Джинн/Восточный капитан
- 1945 — Пропавшая грамота (анимационный) — запорожец
- 1974 — Чайка (фильм-спектакль) — читает текст за кадром

## Награды и звания
- заслуженный артист РСФСР (1933)
- народный артист РСФСР (1938)
- народный артист СССР (1948)
- Сталинская премия первой степени (1941) — за роль князя Д. М. Пожарского в фильме «Минин и Пожарский» (1939)
- Сталинская премия первой степени (1942) — за роль матроса Рыбакова в спектакле МХАТ СССР имени М. Горького «Кремлёвские куранты» Н. Ф. Погодина[9]
- Сталинская премия второй степени (1947) — за роль командира крейсера В. Ф. Руднева в фильме «Крейсер „Варяг“» (1946)
- Сталинская премия первой степени (1949) — за роль Рубцова в спектакле МХАТ СССР имени М. Горького «Зелёная улица» А. А. Сурова[10]
- Сталинская премия первой степени (1950) — за роль профессора Трубникова в спектакле МХАТ СССР имени М. Горького «Чужая тень» К. М. Симонова
- Государственная премия СССР (1970) — за актёрские и режиссёрские работы последних лет в театре и кино
- орден Ленина (25.04.1964)
- четыре ордена Трудового Красного Знамени (03.05.1937) — за выдающиеся заслуги в деле развития русского театрального искусства, 26.10.1948, 16.6.1954, 1971)
- орден «Знак Почёта» (01.04.1938) — за исполнение роли комиссара Вихорева в фильме «Балтийцы»
- медаль «За доблестный труд в Великой Отечественной войне 1941—1945 гг.»
- медаль «В память 800-летия Москвы»

## Память
В Москве, на доме, где актёр жил с 1938 года (улица Горького, ныне — улица Тверская, 6), установлена мемориальная доска.
Документальный телефильм «Борис Ливанов» (2003) из цикла телепрограмм канала ОРТ «Чтобы помнили»;
Документальный телефильм «Борис Ливанов» (2005) из цикла передач телеканала ДТВ «Как уходили кумиры»).